# Marc Vaux
Pour les articles homonymes, voir Vaux.
 (novembre 2014).
Si vous disposez d'ouvrages ou d'articles de référence ou si vous connaissez des sites web de qualité traitant du thème abordé ici, merci de compléter l'article en donnant les références utiles à sa vérifiabilité et en les liant à la section « Notes et références ».
Marc Louis René Vaux, né le 19 février 1895 à Crulai (Orne) et mort le 25 février 1971 à Paris, est un photographe français.

## Biographie
Menuisier en Normandie, Marc Vaux est mobilisé en décembre 1914. Blessé par balle au bras droit le 12 octobre 1915 à Aubérive alors qu'il est au 115e régiment d'infanterie, il est réformé et touche une pension d'invalidité. Il reçoit la croix de guerre.
Habitant dans le quartier de Montparnasse à Paris, Marc Vaux, surnommé « le photographe des peintres »[réf. nécessaire], a photographié les artistes qu'il côtoyait entre 1916 et 1970.
En 1929, il accueille le sculpteur René Iché qui expose des bronzes novateurs et adhère au mouvement de l'Union des artistes modernes, fondé par l'architecte Robert Mallet-Stevens.
Marc Vaux organise des expositions et entreprend le commerce d'œuvres d'art. Il constitue un recueil de photographies d'ateliers, de galeries, de boutiques d'artisans, de terrasses de café, de fêtes et de modèles. En 1934, le peintre Georges Bouisset lui offre une Croule[réf. nécessaire].
Il loue sa maison à Henri Matisse, qui devient son client et ami, et accueille une des éditions de La Douce France afin de soutenir les sculpteurs Jacques Lipchitz, François Pompon, René Iché et Ossip Zadkine.
À la Libération, Marc Vaux ouvre un foyer d'entraide pour artistes et intellectuels au 89 boulevard du Montparnasse, puis une galerie d'art. En 1949, il prend la direction de la revue Paris-Montparnasse qui devient Montparnasse-Carrefour des arts. En 1951, il ouvre le musée du Montparnasse au 21, avenue du Maine à Paris, réunissant sa collection de clichés d'œuvres des artistes des environs, soit environ 250 000 clichés photographiques sous forme de plaques de verre conservées dans quatre armoires et 23 boîtes de tirages originaux. Il a reproduit les œuvres d'environ 5 400 artistes et dans environ 170 lieux différents (galeries, Salons, musées, atelier, etc.). Après sa mort, le musée est repris par Annick Le Moine, Charles Sablon et le sculpteur Frans Krajcberg.
Il organise également des bals au Foyer Montparnasse, dont un se déroule dans l'atelier de Mad Gaté-Loubière, dont l'affiche est d'Yves Brayer[réf. nécessaire].
Il détient l'exclusivité photographique du Salon des artistes français et du Salon des indépendants avec François Antoine Vizzavona (1876-1961) à la mort de ce dernier, avec le repreneur Jean Georges Savonnet (mort en 1965)[réf. nécessaire]. Il travaille également pour le Salon d'automne, le Salon de la Société nationale des beaux-arts, le Salon des artistes décorateurs et le Salon des Tuileries.
L'ensemble de son œuvre recouvre un grand pan de la vie artistique parisienne du XXe siècle à laquelle il a contribué, et constitue le Fonds photographique Marc Vaux de la bibliothèque Kandinsky du Centre Pompidou à Paris. Les archives de la revue L'Officiel de la mode répertorient 1 561 pages dans 391 numéros le concernant.
Il fait la connaissance de la photographe Sabine Weiss lors d'une séance de portraits du peintre Foujita dans les années 1960[réf. nécessaire].
Il avait son atelier au 114 bis, rue de Vaugirard à Paris.

## Œuvres

### Photographie d'œuvre d'art
- 1925 : La Cariatide, sculpture en bois d'Ossip Zadkine que Marc Vaux photographie et expose à la  galerie Barbazanges[réf. nécessaire]
- 1925 : L'Adoration des bergers d'après Georges de La Tour, tableau restauré église à Albi, négatif gélatino bromure cote MH0179633 RMN
- 1929 : La Vallée de Saint-Jean et Cabane sous la neige, de Conrad Kickert, en mai au Salon des Tuileries[réf. nécessaire]
- 1930 : La Cariatide, à l'atelier de Zadkine rue d'Assas, tirage gélatino-argentique[réf. nécessaire]
- 1930 : Féminité, sculpture de Calder[réf. nécessaire]
- 1930 : Sculpture d'Inenbaun, tirage argentique d'époque 22,2 × 16,8 cm[réf. nécessaire]
- 1931 : Mobile, Discs, différents mobiles d'Alexander Calder et reportage dans son atelier, 14 rue de la Colonie et à la galerie Percier où l'artiste expose[réf. nécessaire]
- 1931 : Monument aux morts d'Ouveillan, sculpture monumentale en pierre de René Iché, un grand tirage est exposé et illustre le carton d'invitation de l'exposition René Iché à la Galerie Léopold Zborowski en juin 1931, rue de Seine, à Paris[réf. nécessaire]
- 1933 : The Fireman, sculpture[Par qui ?][réf. nécessaire]
- 1933 : La Contrefleur, sculpture de René Iché[réf. nécessaire]
- 1937 : Guernica, sculpture de René Iché. Marc Vaux fut le seul photographe qui fut autorisé à photographier l'œuvre du vivant de l'artiste[6].
- 1941 : Portrait de Jeanne Bieruma, huile sur toile de J. Ruys[réf. nécessaire]
- 1943 : Quatre tableaux, avant restauration église de Ternant dans la Nièvre (cliché original N°MH0179624)
- 1943 : Tableaux en quatre panneaux avant restauration, à l’église de Ternant dans la Nièvre, négatif original N° MH0179625
- 1943 : Les Pèlerins d'Emmaüs, huile sur toile attribuée à Vecellio Tiziano dit le Titien, à l’évêché de Luçon en Vendée avant restauration (négatif original N° MH0179628)
- 1943 : L'Adoration des Mages, huile sur bois, signature illisible, datée de 1514, à l’église de Champagney, Haute-Saône, avant restauration Négatif original n° MH0179631
- 1944 : Les Pèlerins d'Emmaüs, après restauration (cliché n° MH0179629)
- 1945 : L'Adoration des Mages, huile sur bois après restauration, cliché original n° MH0179632
- 1945 : La Cariatide à l'hiver 45 photo de M. Vaux, l'œuvre de Zadkine très dégradée par son séjour pendant la guerre dans le jardin n'existe plus aujourd'hui[réf. nécessaire]
- 1946 : Paysage de Saint-Rémy, huile sur toile d'Yves Brayer, tirage papier, 17 × 22 cm, tampon « M. Vaux droits de reproduction »[réf. nécessaire]
- 1946 : La Vierge à l'Enfant, copie d'après Raphaël à l'hôpital de Nolay (Côte-d'Or) avant nettoyage (négatif original N°MH0179618) et en 1947 après nettoyage (MH0179620)
- 1947 : Tableau d'une Sainte femme, église, beffroi de Beaune (Côte-d’Or), négatif original (N° phototype : MH0179616)
- 1947 : Saint Nicolas ressuscitant les petits enfants, de Gustave Courbet, négatif original avant restauration, gélatino bromure MH0179621
- 1948 : Saint Jean-Baptiste, Sainte Pétronille et Saint Godard, trois tableaux  de Louis Bréa formant un retable à la chapelle Saint-Jean-Baptiste à l’église de Coursegoules (Alpes-Maritimes) avant restauration (négatif original MH0179610), RMN, médiathèque de l'architecture et du patrimoine.
- 1948 : Triptyque Vierge glorieuse, saint Jérôme et le donateur Jean Thoron accompagné de son saint patron, église Notre-Dame, ancienne cathédrale de Saint-Omer (Pas-de-Calais), prise de vues avant restauration, négatif MH0179626 et 627
- 1949 : Saint Nicolas ressuscitant les petits enfants, toile de Gustave Courbet, église de Saules (Doubs), après restauration, N°MH0179622
- 1949 : Saint Sébastien secouru par les saintes femmes, de Georges de La Tour, église de Bois-Anzeray (Eure), cliché original noir et blanc après restauration de l'œuvre (N° MH0179623), le tableau sera acheté par les Amis du Louvre pour le musée en 1977
- 1950 : Une œuvre d'art, cliché noir et blanc, dossier 258 AA 101/2, Fonds Arretche Archiwebture
- 1950 : Une bitte d'amarrage, épreuve noir et blanc, dossier 258 AA 30/3, Fonds Arretche Archiwebture
- 1950 : Peinture de Canavesio et Brea, église de Lucéram (Alpes-Maritimes) (N° phototype MH0179612 et autres)
- 1952 : L'Ange ou  l'Insecte/la Danseuse, sculpture de Julio González au palais de Tokyo à Paris[réf. nécessaire]
- 1955, 7 réalisations de Marguerite Mourier (cf fond Marc Vaux Bibliothèque Kandinsky)
- 1958 : Trans-Lunar, tableau cinétique[réf. nécessaire]
- 1959 : Tableau cinétique ; Mobile Mosaic II de Frank Malina, galerie Fustenberg en 1960 à Paris et galerie Schartz en 1961 à Milan)[réf. nécessaire]

### Photographie de monument et de reportage
- 1925 : École des beaux-arts, bibliothèque, conservatoire de musique d'Alger, Concours des architectes Marcel Lods (1891-1978) et Eugène Beaudouin (1898-1983) associés sur ce projet. 21 épr NB, clichés dossier 323 AA 530/8 cote AA:ML.PHO.151/1.1à/1.21 fonds Marcel Lods et Association Beaudouin et Lods Archiwebture)
- 1925 : Perspective d'un monument et vues du monument réalisé, deux tirages papier et quatre épreuves, clichés de M. Vaux sans cote AA. Archiwebture fonds Tournon Paul, dossier 351 AA 11/6
- 1926 : Immeuble d'habitation 8 bis Bd Maillot et actuelle rue Nordling (ancienne rue Monrosier) architecte Henri Sauvage (1873-1932), propriétaire Henri Bréal. Réf : P/18/136/03 vue de la façade sur rue Monrosier ; P18/136/08/ intérieur de l'entrée sur bd Maillot ; Complément Louis Marie Charpentier en 2001, deux clichés (fonds Henri Sauvage 018Ifa 302/8. P18/136/01 Archiwebture)
- 1927 : Inauguration de la rue Mallet-Stevens prises de vues de l'inauguration et des hôtels particuliers Martel et Mallet-Stevens [7]
- 1927 : Maison Guggenbühl[réf. nécessaire] à Paris [8]
- 1927 : Immeuble pour Gilbert Michel à Bagneux Architecte André Lurçat (1894-1970), 10 documents, vues extérieures Nd. 9 épr NB 26 × 37 cm et vue du plan d'étage courant, une épreuve contrecollé sur carton. (fonds A. Lurçat 200 Ifa 924/5 Archiwebture)
- 1928 : Maison de M. D[reyfus]., rue Mallet-Stevens[9] Paris Auteuil (vente Allemagne 26 mai 2006) tirage gélatino bromure 22,4 × 15,5 cm[réf. nécessaire]
- 1928 : Nouveau Magasin de la Samaritaine architecte Henri Sauvage, Frantz Jourdain, architecte décorateur, critique d'art. Vue de la façade sur la rue de la Monnaie P18/131/18 épr NB22, 8 × 17 cm; P18/131/19 vue idem épr NB 22 × 17 cm (fonds Henri Sauvage; SAUHE-C-1925-11 1925-1929 Paris 1er Archiwebture)
- 1929 : Maquette du Mémorial de Lille fonds François Vitale, dossier 186 Ifa 507/4 3épr NB
- Église de Coursegoules (Alpes-Maritimes) « Église paroissiale Saint-Michel, chapelle », notice no IA00128093.[source insuffisante]
- 1933 : reportage sur le sculpteur Alexander Calder dans son atelier[10]
- 1935 : Hôtel particulier de M. Mallet à Neuilly-sur-Seine architecte Jean-Charles Moreux photo M. Vaux fonds J.C. Moreux dossier Ifa 31/43 Archiwebture) vues façade et jardin, deux épreuves
- 1937 : dans le cadre des Expositions universelles de Paris l'Exposition internationale de Paris 1937 Pavillon pontifical vues du bâtiment en chantier et réalisé, ext, int, fresques épreuves NB, clichés de Marc Vaux, G. Leyckam, Keystone, Photo Pierre Jahan, photo Albert Bouchet[11] et anonymes (fonds Paul Tournon dossier 351 AA 2/3 Archiwebture)
- 1937 : Jardin des Gobelins, square René-Le Gall, rue Croulebarbe Paris 13e, vues de détails décoratifs, mai 1937, trois épreuves (Dossier 171Ifa 32/4 Archiwebture, fonds Jean-Charles Moreux)
- 1938 : Embarcadère pour la réception du roi d'Angleterre Georges VI, Paris (Fonds Marcel Lods architecte (1871-1978, réf; LODS-J-38 dossier 323 AA 533/1 plans, coupes et élévations vues de l'embarcadère, décors et jets d'eau sur la Seine 77 épr cote AA : ML.PHO159/1.1à /1.62, ML.PHO.159/2à/2.7 et sans cote Archiwebture)
- 1939 : Exposition internationale de New-York, pavillon de la France architectes Roger-Henri Expert (1882-1955) et Pierre Patout (1879-1965), commande du gouvernement français artistes Yves Brayer, fresques ; Jean Dunand sculpteur, laqueur décorateur, Jean Dupas peintre décorateur Paul Landowski sculpteur, Photographes: Marc Vaux et John-Adam Davis réalisé et détruit.; vue du plan de l'entresol, diverses vues de la maquette, détail du stand de la Manufacture de Sèvres, fresque de Natacha Carlu, La Vie, Le Génie et la Force sources du Théâtre, les grands bassins, terrasse supérieure du restaurant (cote AA:RHE.PHO9/1.1à/1.134 et /1.34 et sans cote AA dossier 296 AA 21/1 fonds Expert, Roger Henri Archiwebture)
- 1939 : Vue de la maquette du monument à Mustapha Kemal premier président de la République turque concours 1939 par l'architecte Albert Laprade épreuve NB Dossier 403 AP 429/8 Fonds Laprade B39-1 (Archiwebture)
- Photos d'église nd (dossier 351 AA 1/1 fonds Paul Tournon Archiwebture)
- 1962 : Tombeau du Maréchal Lyautey Albert Laprade architecte et Raymond Subes, ferronnier d'art, fonds Laprade Lapra-J-62. Dossier 317AA10/41, trois documents, vues de dessins en perspective, trois épreuves, Cote AA:AL.PHO.369/1.1à/1.3) Archiwebture

### Illustrations et publications
- 1929 : Giacometti, article de Michel Leiris, photographies Marc Vaux publiés dans Les Documents, avril 1929.
- 1932 : reportage à la demande de Kristos Zervos (1889-1970) dans l'atelier de Giacometti, ce qui donne un grand classique de photos du monde de l'art [12]
- 1933 : L'Amoureuse endormie, Paris, sex appeals Edt, 1er novembre
- 1933 : Foujita exposition galerie Lucy Krohg à Paris dans Beaux-Arts du 7 avril 1933, catalogue de l'œuvre et reproduit dans la revue japonaise Mizue, numéro spécial 27 de septembre 1960 pour l'exposition Foujita à Shimbun
- 1935 : Max Band (1900-1974) de Paul Fierens, Paris, éd. des Quatre Chemins, XVII pages XXIV planches en noir et blanc hors texte, In-8°, deux photographies originales d'œuvres de l'artiste par Marc Vaux.
- 1935 : L'Illustration, hôtel particulier de M. Mallet à Neuilly-sur-Seine, M. Vaux
- 1937 : L'Architecture d'aujourd'hui, L. Debretagne, Marc Vaux, jardin des Gobelins square René-Le Gall
- 1942 : Arno Breker par Charles Despiau, éd. Flammarion, photos de M. Vaux, M. Krajewsky, Erns H. Börner, Ingeborg Becker, Niemann-Foto et Charlotte Rohrbach
- 1942 : Nouveaux destins de l'intelligence française, articles de différents auteurs, photos de Laure Albin-Guillot, Robert Doisneau, Marc Vaux, Jean Roubier, Roger Parry, éd. Maximilien Vox textes rassemblés par Henri Massis imprimé par Draeger In-4°, 163p., environ 100 illustrations en noir et blanc, brochure de propagande commandée par le Ministère de l'Information de Vichy
- Geneviève Sarrabezolles-Appert, Marie Odile Lefvre, Carlo Sarrabezolles, sculpteur (1888-1971), Astrolabe Studio, Paris
- 1945 : Élites françaises, nos 1,2,3,4,5,6, 1945, 6 fasc. In-4° reliés en un ; (Brassaï, Robert Doisneau, Valentine Hugo, M. Vaux, , etc.)
- 1947 : Le Point, Desnoyer, Tal Coat, Pignon, Gruber, Fougeron, XXXVI, décembre 1947, 6e année, éd. du Point, Lanzac par Souillac In-8°, broché 48 p., texte de Georges Besson, Raymond Cogniat, Léon Degand, T. Tzara, A. Jakovsky accompagné de photographies de Marc Vaux et Robert Doisneau
- 1957 : Georges Rohner, catalogue de Robert Rey avec 24 photographies de Marc Vaux, Paris, in 8°
- 1957 : Robert Rey, Robert Humblot, (1907-1962), éd. Flammarion, photographies de Marc Vaux
- 1957 : Le Jardin des Arts no 83, octobre 1961 [pèlerinage aux peintures murales dans le Poitou], photographies Marc Vaux
- 1958 : Berbérie, galerie Synthèse, 1958, pages 61 et 62
- 1959 : « La Jument de Slomon », in l'Art Gaulois, pages 50 et 51
- 1961 : Antoine Poncet, Mont-sur-Lausanne, diffusion Suzanne Herren-La petite rose des vents, 25 planches photographiques
- 1961 : L'Œil, no 78, juin 1961
- 1963 : Les Peintures de Serge Mendjisky, présentées par André Maurois, Marcel Pagnol, Claude Roger-Marx, Raymond Charmet ; photographies ektachrome de Lucien Petitjean, noir et blanc de Marc Vaux, Imp. Grou Radenez, in-4°
- 1965 : Clovis Trouille et Jean-Marc Campagne, avec une analyse graphologique par le Dr Rivere, photographies de Roger Jean Ségalat : Jean Calmus et Marc Vaux, Montreuil, Jean-Jacques Pauvert, 1965, 142 p. (OCLC 221845763)
- 1973 : Jean-Marc Campagne, Alfred Courmes, prospecteur de mirages entre ciel et chair, éd. Eric Losfeld, in 4° photographies de Robert Doisneau, J. Hyde et Marc Vaux
- 1997 : Laurence Imbernon, René Iché, catalogue de l'exposition du musée Denys Puech, éd. Tarabusre, photographies de Marc Vaux restaurées par le Centre Georges-Pompidou.
- 2001 : Hélène Braeuner, Dominique Pradié-Ottinger, Les Peintres de la baie de Somme, éd. Renaissance du Livre, 150 p., p. 122,  (ISBN 2-8046-0554-X)
- 2005 : collectif, Philolaos Tloupas sculpteur, Athènes éd. Itanos, 224 p., photographies de Marc Vaux et autres photographes
- 2005 : Emmanuel Bréon (dir.), Lipchitz, les années françaises de 1910 à 1940 [catalogue d'une exposition tenue au musée des Années Trente à Boulogne-Billancourt], Somogy, 126 p.,  (ISBN 2-85056-915-1)

### Portrait photographique
- Vers 1922 : Marcel-Lenoir, portrait du peintre[réf. nécessaire]
- 1924 : Marc Vaux peint par Brassaï photo de Jean-Gilles Berizi, collection particulière (rmn)
- 1931 : Zadkine sculptant (musée d'art moderne à Paris)
- 1933 : Calder dans son atelier[réf. nécessaire]
- 1946 : Marquet chez lui à Paris[réf. nécessaire]
- 1957 : Georges Rohner[réf. nécessaire]
- Vers 1960 : Foujita, à Paris[réf. nécessaire]
- 2007 : Catalogue de l'exposition Giacometti, coll. Fondation Alberto et Annette Giacometti, 417p.,  (ISBN 978-2-84426-358-2)

### Photographie d'expositions organisées par le Foyer des artistes
- 1959 : exposition de groupe autour de Michel Macréau et Régis Chabal[réf. nécessaire]
- 1965 : Jacques Le Brusq,(1938) peintre, Jean-Pierre Colin, graveur xylographe[réf. nécessaire]
- 1968 : Pawel Jocz, sculpteur et peintre[réf. nécessaire]

## Œuvres dans les collections publiques
Aux États-Unis
- New York, Whitney Museum of American Art : portraits de Calder et photographies de ses œuvres.

En France
- Paris :
  - Centre national d'art et de culture Georges-Pompidou, bibliothèque Kandinsky, fonds Robert Mallet-Stevens.
  - Cité de l'architecture et du patrimoine.
  - médiathèque de l'architecture et du patrimoine, archives photographiques, ministère de la Culture.
  - musée Carnavalet : catalogue Marquet.
  - musée du Montparnasse : une photographie[Laquelle ?] de 1951.
  - musée Rodin : fonds Marc Vaux.

Aux Pays-Bas
- Amsterdam, Rijksmuseum : catalogue Georges Rohner de Robert Rey, vingt-quatre photographies.

## Expositions
- 1997 : Rodez, musée Denys Puech, « René Iché », l'ensemble du catalogue est illustré avec les photos de Marc Vaux, restaurées par le Centre Pompidou.
- 2005 : musée des beaux-arts de Calais, « Jacques Lipchitz », avec des photographies de Marc Vaux.
- 2007 : Paris, Centre Georges Pompidou, exposition « Giacometti », œuvres du sculpteur et photographies de Marc Vaux, Man Ray, Henri Cartier-Bresson, Herbert Matter, Ernst Scheidegger (de).